# Адельчіз I Сполетський
Адельчіз I або Адельгіз I, граф Парми та Кремони, другий син Суппо I, у 824 став герцогом Сполетським. Головною зоною його інтересів була Емілія та східна Ломбардія.